# Geoffroy de Pérusse des Cars
Pour les autres membres de la famille, voir Maison de Pérusse des Cars.
Geoffroy de Pérusse des Cars est un prélat français, évêque de Saintes.

## Biographie
Geoffroy de Pérusse est le fils d'Arnoul de Pérusse, seigneur des Cars et de Saint-Bonnet-la-Rivière, bâtisseur des murailles d'Avignon, chef de l'armée du Pape, et de Souveraine Hélie de Pompadour. Il est donc le frère de l'évêque Ranulphe de Pérusse d'Escars.
Il est évêque de Saintes de 1411 à 1418.